# Lepturges singularis
Lepturges singularis là một loài bọ cánh cứng trong họ Cerambycidae.